# Bernard Gauthier
Bernard Gauthier (Beaumont-Monteux, 22 de septiembre de 1924-Grenoble, 23 de noviembre de 2018) fue un ciclista francés, profesional entre 1947 y 1961. La mayor parte de este años los pasó bajo las órdenes del equipo Mercier. 
Bernard Gauthier fue uno de los ciclistas franceses más populares de la década posterior a la Segunda Guerra Mundial, a pesar de que sin llegar al nivel de Louison Bobet y Raphaël Géminiani. Sus cuatro victorias en la Burdeos-París hicieron que se lo denominara Monsieur Burdeos-París. Otras victorias destacadas serían una etapa al Tour de Francia de 1948 y el Campeonato de Francia en ruta de 1956.

## Palmarés
| 1948 - 1 etapa del Tour de Francia 1951 - Burdeos-París 1952 - Tour del Sudeste, más 1 etapa - Gran Premio de l'Écho d'Alger - 3º en el Campeonato de Francia en Ruta 1954 - 2 etapas del Critérium del Dauphiné - Burdeos-París 1955 - 1 etapa de la París-Niza - 1 etapa del Critérium del Dauphiné - 1 etapa de los Tres Días de Amberes | 1956 - Campeón de Francia en ruta - Burdeos-París - Critérium de As - 1 etapa del Grande Premio Ciclomotoristico 1957 - Burdeos-París 1958 - Tour del Sudeste |

## Resultados en las grandes vueltas
| Carrera         | 1946 | 1947 | 1948 | 1949 | 1950 | 1951 | 1952 | 1953 | 1954 | 1955 | 1956 | 1957 | 1958 | 1959 | 1960 | 1961 |
| --------------- | ---- | ---- | ---- | ---- | ---- | ---- | ---- | ---- | ---- | ---- | ---- | ---- | ---- | ---- | ---- | ---- |
| Giro de Italia  | -    | -    | -    | -    | -    | -    | -    | -    | -    | -    | -    | -    | -    | -    | -    | -    |
| Tour de Francia | -    | 22º  | 24º  | Ab.  | 17º  | 26º  | 63.º | 75.º | -    | 46.º | -    | -    | -    | Ab.  | 79.º | -    |
| Vuelta a España | -    | -    | -    | -    | -    | -    | -    | -    | -    | -    | -    | -    | -    | -    | -    | -    |
| Mundial en Ruta | -    | -    | -    | -    | -    | -    | -    | -    | Ab.  | -    | 16º  | 19º  | -    | -    | -    | -    |